# 北見市
北見市（日语：／ Kitami shi */?）為位於日本北海道鄂霍次克綜合振興局的城市，面向鄂霍次克海，為鄂霍次克綜合振興局內最大的城市。1992年起人口超越室蘭市，2006年進行合併後，也超越了江別市，成為北海道內的第八大城，同時是北海道面積最大的市町村級行政區，在全日本則是次於岐阜縣高山市、靜岡縣濱松市和栃木縣日光市，為全日本第四。北見市面積相當於日本面積最小的縣-香川縣的四分之三。境內有許多野生狐狸，甚至會出現在市區中，也因此當地有許多「北狐狸牧場」。
從轄區最西端的石北峰到最東端的鄂霍次克海岸的道路長度大約為110公里，相當於從東京車站到箱根的距離，也是全日本最「長」的市町村行政區。為了有效管理廣大的轄區，北見市在各合併前的行政區中分別設置自治區，並各設置一名副市長兼任該自治區區長。
城市名稱來自松浦武四郎所命名的「北見國」，由於過去當地俗稱為北海岸，在天氣晴朗的日子又可以「看見」樺太，因此命名為「北見」。在尚未改制的町村時期名為「野付牛」，名稱則是來自阿伊努語的「nup-un-kes」或「nup-kes」，意思為野地的邊緣或野地的盡頭（原端野町的町名為其意譯）。

## 歷史
- 1872年：命名為。
- 1875年：漢字名稱決定為野付牛村。
- 1897年：土佐國（現在的高知縣）坂本龍馬的外甥坂本直寬所經營的北光社移民團在此建立了有112戶的北光社農場，有平民和屯田兵共597戶在此開墾。同時設置生顏常村戶長役場。
- 1909年2月1日：野付牛村、生顏常村合併為野付牛村，並成為北海道二級村。[6]
- 1911年：網走線池田到野付牛間的鐵路通車。
- 1915年4月1日：
  - 成為北海道一級村，同時武華村（後來的留邊蘂町）和置戶村（現在的置戶町和訓子府町）分割出獨立設置成村。
  - 常呂村、少牛村、太茶苗村、手師學村合併為常呂村，同時成為北海道二級村。
- 1916年4月1日：改使用漢字名稱為正式名稱，並改制為野付牛町。
- 1921年4月1日：端野村（後來的端野町）和相內村分割獨立設置成村。
- 1921年6月15日：武華村改制並改名為留邊蘂町。
- 1938年4月1日：留邊蘂町成為北海道一級町。
- 1942年6月10日：改制為市制，同時改名為北見市，為網走支廳內最早成立的市。
- 1950年11月1日：常呂村改制為常呂町。
- 1956年9月30日：併入相內村。
- 1961年9月1日：端野村改制為端野町。
- 1979年4月：人口超過10萬人。
- 2004年1月13日～1月16日：發生破紀錄的暴風雪，降雪量達171公分。
- 2006年3月5日：與留邊蘂町、端野町、常呂町合併為新設立的北見市。

## 產業
當地的主要產業包括農業、林業、旅遊業、製糖業，洋蔥的產量是全日本最多。在大正到昭和初期時，薄荷為主要農產品，產量曾經達到當時全世界的七成，由於薄荷逐漸改以化學性方法合成，栽種面積已銳減，現今設有薄荷紀念館。在鄂霍次克海的海岸區域以漁業為主，主要漁獲扇貝。北見也是日本扇貝養殖的發源地。

## 交通

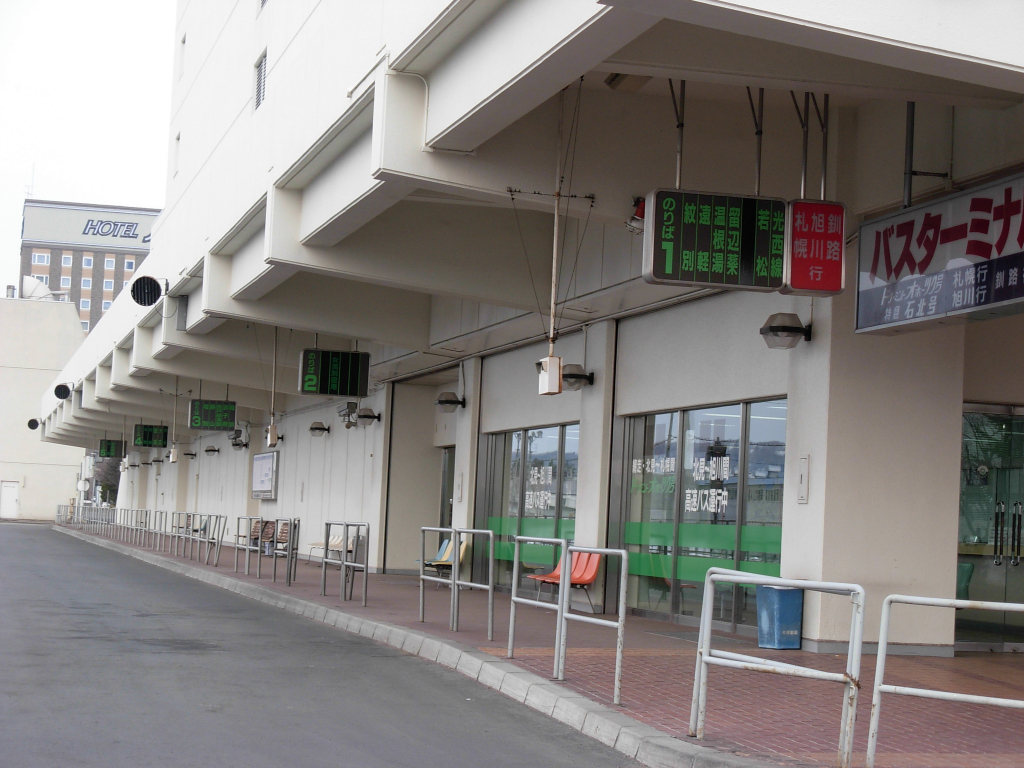
北見巴士車站

### 機場
- 北見市無機場，最近的機場位在大空町的女滿別機場

### 鐵路
- 北海道旅客鐵道
  - 石北本線：（常紋號誌站） - 金華車站 - 西留邊蘂車站 - 留邊蘂車站 - 相內車站 - 東相內車站 - 西北見車站 - 北見車站 - 柏陽車站 - 愛野車站 - 端野車站 - 緋牛內車站
- 舊北見市轄區內曾有北海道池北高原鐵道故鄉銀河線，但已在2006年4月21日廢線。
- 舊常呂町內曾有日本國有鐵道湧網線，但已於1987年3月20日廢線。

### 道路
| 高速道路 - 十勝鄂霍次克自動車道： - 北見西交流道 - 北見北上交流道 - 北見中央交流道 - 北見川東交流道 - 北見東交流道 一般國道 - 國道39號 - 國道238號 - 國道242號 - 國道333號 主要道道 - 北海道道7號北見常呂線 - 北海道道27號北見津別線 - 北海道道50號北見置戶線 - 北海道道88號本別留邊蘂線 - 北海道道103號留邊蘂濱佐呂間線 - 北海道道104號網走端野線 - 北海道道122號北見端野美幌線 - 北海道道143號北見白糠線 | 道道 - 北海道道217號北見美幌線 - 北海道道245號下仁頃相內停車場線 - 北海道道247號置戶溫根湯線 - 北海道道261號置戶福野北見線 - 北海道道307號留邊蘂停車場線 - 北海道道308號日吉端野線 - 北海道道409號常呂港線 - 北海道道442號佐呂間湖公園線 - 北海道道495號上常呂停車場線 - 北海道道555號東相內停車場線 - 北海道道556號緋牛內北見線 - 北海道道655號仁倉端野線 - 北海道道682號二又北見線 - 北海道道943號北見環狀線 - 北海道道986號置戶訓子府北見線 - 北海道道1024號川向端野線 - 北海道道1033號土佐東濱線 - 北海道道1087號網走常呂自行車道線：由舊湧網線改成 |

## 觀光景點
| - 北見賽馬場 - 北見地區農道離著陸場 - 北見家庭Land：遊樂園 - 北見若松市民滑雪場 - 北見市富里森林公園 - 北網圈北見文化中心：博物館、科學館、美術館、天文台 - 溫根湯溫泉 - 鹽別溫泉 - 瀧之湯溫泉 - 北見溫泉 - 釣り堀厚和 - 留邊蘂町弓道場 - 八方台：森林公園、滑雪場 - 創造之森 - 端野滑雪場 - 常呂町冰球場 - 北見薄荷記念館、薄荷蒸溜館 - 仁頃薄荷公園・薄荷御殿 - 皮爾森紀念館：北海道遺產 - 坂本直寬碑和北光社農場本部遺積碑 - 屯田兵人形和信善光寺 - 美里洞窟：鍾乳石洞遺跡 - 北狐牧場 - 山之水族館、鄉土館 - 北海道狐狸村、馴鹿觀光牧場 - 留邊蘂町開拓資料館 - 小野塚正信記念館 - 道之驛溫根湯溫泉 - 果夢林之館：木工體驗工房 - 石北峰 - 熊谷北狐牧場 - 真水原生花園：北海道遺產 - 真水自然中心 - 常呂町展望塔 | - 濱松千鳥圖鐔、銘安親（國指定重要文化財） - 常呂遺跡（國指定史跡） - 地方遺跡館 - 埋藏文物中心 - 温根湯杜鵑群落（北海道指定天然記念物） - 北見盆地祭：8月中旬 - 北見菊祭：10月中旬～11月上旬 - 北見冬祭：2月中旬 - 極寒燒肉祭祭：2月中旬 - 溫根湯杜鵑祭：5月上旬 - 溫根湯溫泉祭：8月的第一個星期六及星期日 - 太陽祭：8月 - 咖哩飯馬拉松：9月 |

## 教育

### 大學
| - 國立大學 - 北見工業大學 - 東京大學人文社會系研究科附屬常呂研究室 | - 私立大學 - 北海學園北見大學 - 日本赤十字北海道看護大學 |

### 高等學校
| - 道立北海道北見北斗高等學校 - 道立北海道北見柏陽高等學校 - 道立北海道北見綠陵高等學校 - 道立北海道北見工業高等學校 - 道立北海道北見商業高等學校 - 道立北海道留邊蘂高等學校 - 道立北海道常呂高等學校 | - 市立北海道北見仁頃高等學校 - 私立北見藤女子高等學校 |

### 專修學校
| - 道立北見高等技術專門學院 | - 北見商科高等專修學校 |

### 中學校
| - 北見市立相內中學校 - 北見市立上常呂中學校 - 北見市立北中學校 - 北見市立小泉中學校 - 北見市立高榮中學校 - 北見市立光西中學校 | - 北見市立東陵中學校 - 北見市立仁頃中學校 - 北見市立北光中學校 - 北見市立東相內中學校 - 北見市立南中學校 | - 北見市立溫根湯中學校 - 北見市立瑞穗中學校 - 北見市立留邊蘂中學校 - 北見市立端野中學校 - 北見市立常呂中學校 |

### 小學校
| - 北見市立相內小學校 - 北見市立上常呂小學校 - 北見市立上仁頃小學校 - 北見市立小泉小學校 - 北見市立高榮小學校 - 北見市立下仁頃小學校 - 北見市立北小學校 - 北見市立大正小學校 - 北見市立中央小學校 - 北見市立豐地小學校 | - 北見市立西小學校 - 北見市立北光小學校 - 北見市立東小學校 - 北見市立東相內小學校 - 北見市立綠小學校 - 北見市立南小學校 - 北見市立美山小學校 - 北見市立三輪小學校 - 北見市立若松小學校 - 北見市立溫根湯小學校 | - 北見市立瑞穗小學校 - 北見市立大和小學校 - 北見市立留邊蘂小學校 - 北見市立端野小學校 - 北見市立緋牛內小學校 - 北見市立川沿小學校 - 北見市立錦水小學校 - 北見市立常呂小學校 - 北見市立日吉小學校 |

### 特殊學校
- 紋別養護學校北見學園分校

## 姊妹市・友好都市

### 日本
- 高知市（高知縣）[11]
- 丸森町（宮城縣伊具郡）：原端野町締結。
- 大野町（岐阜縣揖斐郡）：原常呂町締結。
- 佐川町（高知縣高岡郡）：原常呂町締結。

### 海外
- 伊麗莎白（美國 紐澤西州）
- 波羅奈斯克（俄羅斯 薩哈林州）
- 晉州市（南韓 慶尚南道）
- 巴爾黑德（加拿大 亞伯達省）

## 本地出身的名人
- 黑木秀夫：漫畫家，使用名稱發表作品。
- 五十嵐一生：爵士樂手。
- 伊東岳彦：漫畫家。
- 伊藤誠：漫畫家。
- 田中可奈子：漫畫家。
- 大野清文：歌手、作詞家。
- 桂花玲：藝人。
- 加藤修一：參議院議員。
- 加藤文：作家。
- 茅薙隆裕：漫畫家。
- 神田山陽：講談師。
- ：鼓手。
- 澤田亞矢子：女演員。
- 澤向要士：演員。
- 柴田三雄：攝影師。
- 杉野昭夫：動畫監督。
- ：作家。
- 外山高士：演員。
- 畠山昌人：職業拳擊手。
- 古谷拓哉：職業棒球選手。
- 古家正亨：FM NorthWave DJ。
- 北海珍念：職業摔角選手。
- Whiteberry：女子樂團。
- 松樹路人：西洋畫家。
- 松田昌士：前JR東日本會長。
- Miz：歌手。
- 森田淳悟：排球選手。
- 山內要一：HBC廣播播音員。
- 前田由紀：歌手。
- ：女子摔角選手。

### 冰壶選手
許多代表日本參加冬季奧運冰壶項目的選手皆出身於该市辖下的常吕町。
- 近江谷好幸：參加1998年長野冬季奧運
- 佐藤浩：參加1998年長野冬季奧運
- 敦賀信人：參加1998年長野冬季奧運
- 三村容子：參加1998年長野冬季奧運
- 加藤章子：參加1998年長野冬季奧運、2002年鹽湖城冬季奧運
- 船山弓枝（原名林弓枝）：參加2002年鹽湖城冬季奧運、2006年都靈冬季奧運、2014年索契冬季奥运
- 小笠原步（原名小野寺步）：參加2002年鹽湖城冬季奧運、2006年都靈冬季奧運、2014年索契冬季奥运
- 小仲美香：參加2002年鹽湖城冬季奧運
- 本橋麻里：參加2006年都靈冬季奧運
- 藤澤五月：參加2018年平昌冬季奧運
- 吉田夕梨花參加2018年平昌冬季奧運
- 鈴木夕湖參加2018年平昌冬季奧運
- 近江谷杏菜參加2010年溫哥華冬季奧運

## 外部連結
- （日語）北見市社會福祉協議會（页面存档备份，存于）
- （日語）北見商工會議所